# Dynarec
O Dynarec (abreviação para "Dynamic recompilation", que em português remeteria a uma "recompilação dinâmica de dados") refere ao processo de compilar parte ou todo um programa/jogo durante o próprio processo de emulação ou de criação de uma máquina virtual.